# Муджавар, Али Мухаммед
Али Мухаммед Муджавар (араб. علي محمد مجور‎; род. 26 апреля 1953, провинция Шабва) — бывший премьер-министр Йемена.

## Биография
Окончил Алжирский университет (1981, бакалавриат по управлению экономикой) и Гренобльский университет (1987, магистрат по управлению экономикой). В 1991 году защитил диссертацию в Гренобльском университете.
С 1994 года занимал руководящие посты в Аденском университете, возглавляя в разное время факультеты нефти и полезных ископаемых, экономики, административного управления.
В 2003—2006 годах — министр рыболовства.
В 2006—2007 годах — министр энергетики.
29 августа 2012 года президент Йемена Абд-Раббу Мансур Хади назначил Али Муджавара постоянным представителем Йемена при Организации Объединённых Наций в Женеве.